# Беуцар
Беуцар (рум. Băuțar) — село у повіті Караш-Северін в Румунії. Адміністративний центр комуни Беуцар.
Село розташоване на відстані 303 км на північний захід від Бухареста, 56 км на північний схід від Решиці, 106 км на схід від Тімішоари.

## Населення
За даними перепису населення 2002 року у селі проживали 1474 особи, з них 1472 особи (99,9%) румунів. Рідною мовою 1473 особи (99,9%) назвали румунську.